# Химера (Секретные материалы)
«Химера» (англ. «Chimera») — 16-й эпизод 7-го сезона сериала «Секретные материалы». Премьера состоялась 2 апреля 2000 года на телеканале FOX. Эпизод принадлежит к типу «монстр недели» и никак не связан с основной «мифологией сериала», заданной в первой серии.
Режиссёр — Клифф Боул, автор сценария — Дэвид Арманн, приглашённые звёзды — Митч Пиледжи, Эшли Эднер, Чарльз Хойс, Мишель Джойнер, Джина Мастроджакомо, Джон Мезе, Ф. Уильям Паркер и Венди Шаал.
В США серия получила рейтинг домохозяйств Нильсена, равный 7,5, который означает, что в день выхода серию посмотрели 12,89 миллиона человек.
Главные герои серии — Фокс Малдер (Дэвид Духовны) и Дана Скалли (Джиллиан Андерсон), агенты ФБР, расследующие сложно поддающиеся научному объяснению преступления, называемые Секретными материалами.

## Сюжет
Малдер расследует пропажу женщины из небольшого городка, но оказывается, что на самом деле она убита духом из другого мира. Скалли тем временем вынуждена вести слежку в некомфортных условиях.